# Cystoskop

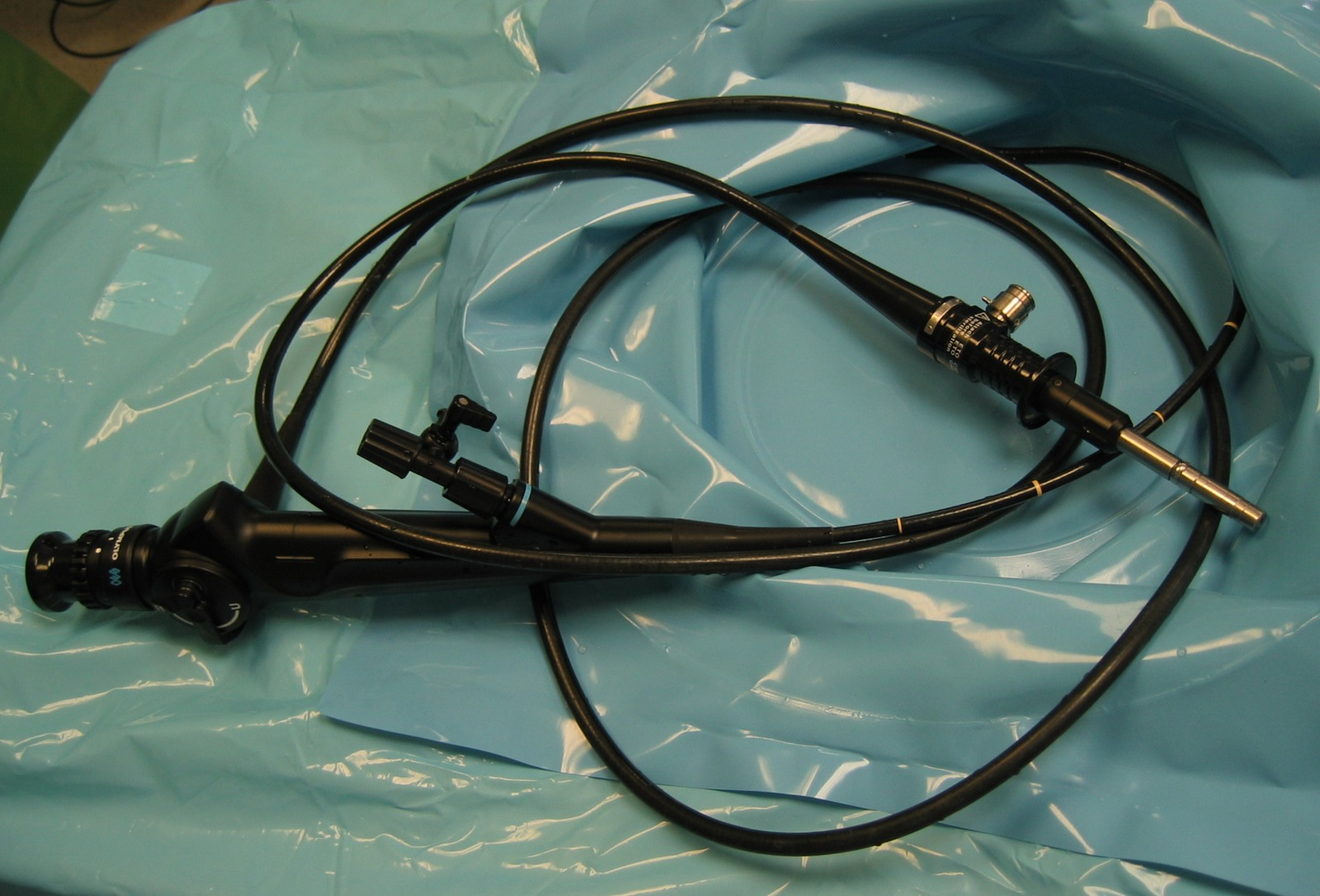
Cystoskop

Cystoskop – wziernik, który służy do przeprowadzenia badania zwanego cystoskopią, polegającego na bezpośrednim wprowadzeniu wziernika przez cewkę moczową do pęcherza moczowego.
Cystoskop jest metalową rurą zaopatrzoną w światłowodowy układ optyczny, który umożliwia wzrokową ocenę śluzówki pęcherza moczowego. Dodatkowo zaopatrzony jest w oprzyrządowanie umożliwiające pobieranie materiałów do badań, przepłukanie pęcherza lub odessanie jego zawartości.
Przy pomocy cystoskopu można również wprowadzić do moczowodów specjalny cewnik (tzw. sondę) w celu podania środka cieniującego przed badaniem radiologicznym.
Zobacz też: endoskopia